# Kailua
För staden i Hawaii County, se Kailua-Kona

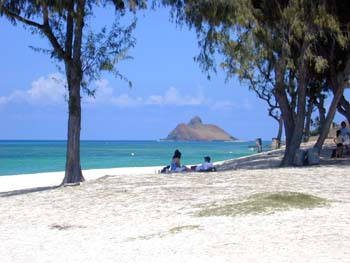
Strand vid Kailua

Kailua är en stad på ön Oahu i Honolulu County i Hawaii med 36 513 invånare (2000). Staden ligger vid Kailuabukten på Oahus lovartssida. Staden ligger drygt en mil nordöst om Honolulu, på andra sidan om Nu'uanu Pali, den högsta bergstoppen i bergskedjan Ko'olau.
Kailua betyder "två hav" eller "två strömmar" på hawaiiska, och staden har fått sitt namn efter de två laguner som ligger i området, alternativt de två strömmar som går igenom Kailuabukten.[källa behövs]